# Taux de nuptialité
Le taux de nuptialité est l'indicateur statistique calculant le rapport entre le nombre de mariages civils dans l'année et la population totale moyenne de cette même année. 

## Calcul et données
Le taux de nuptialité est généralement exprimé en pour mille (‰).
Ainsi, en 2010 on comptait en France 251 654 mariages pour une population moyenne de 64 773 170 résidents.
251 654 / 64 773 170 = 0,00389 = 3,89 ‰
Lecture du résultat : Pour mille habitants, on a enregistré 3,9 mariages, autrement dit environ 8 personnes sur mille se sont mariées en 2010.
On calcule également des taux dérivés tels que les taux de primo-nuptialité par sexe et âge pour une année. Ce taux est calculé comme le rapport entre le nombre de membres de ce groupe impliqués dans un premier mariage au cours de l'année et la population totale moyenne de ce groupe.

## Évolution du taux de nuptialité par pays

### Belgique

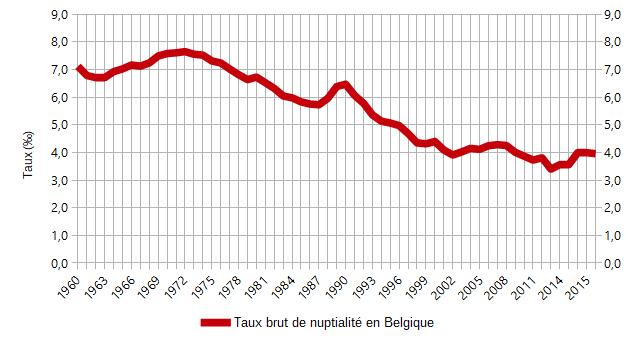
(source : Statistics Belgium)

| Année | Taux de nuptialité (pour 1 000 hab.) |
| ----- | ------------------------------------ |
| 1960  | 7,1                                  |
| 1970  | 7,6                                  |
| 1980  | 6,7                                  |
| 1990  | 6,5                                  |
| 2000  | 4,4                                  |
| 2005  | 4,1                                  |
| 2010  | 3,9                                  |
| 2015  | 3,6                                  |

### France
| Année | Taux de nuptialité (pour 1 000 hab.) |
| ----- | ------------------------------------ |
| 1970  | 7,8                                  |
| 1980  | 6,2                                  |
| 1990  | 5,1                                  |
| 2000  | 5,0                                  |
| 2005  | 4,5                                  |
| 2010  | 3,9                                  |
| 2014  | 3,6                                  |